# 28 Водолея
28 Водолея (лат. 28 Aquarii, HD 209128) — одиночная звезда в созвездии Водолея на расстоянии приблизительно 563 световых лет (около 173 парсеков) от Солнца. Видимая звёздная величина звезды — +5,597m. Возраст звезды оценивается как около 2,9 млрд лет.

## Характеристики
28 Водолея — оранжевый гигант спектрального класса K2III. Масса — около 1,47 солнечной, радиус — около 28,15 солнечных, светимость — около 258 солнечных. Эффективная температура — около 4361 К.